# 1982 en astronautique
Chronologie de l'astronautique
- 1978
- 1979
- 1980
- 1981
- 1982
- 1983
- 1984
- 1985
- 1986

Cette page présente une chronologie des événements qui se sont produits pendant l'année 1982 dans le domaine de l'astronautique.

## Détail de l'activité spatiale

### Chronologie

#### Janvier
| Date            | Lanceur          | Base de lancement | Type                   | Charge utile             | Notes                               |
| 7 janvier 1982  | Cosmos-3M        | Baïkonour         | Orbite basse           | Strela-2M                | Satellite de télécommunications     |
| 12 janvier 1982 | Soyouz-U         | Baïkonour         | Orbite basse           | Zenit-4MT Orion          | Satellite de reconnaissance optique |
| 14 janvier 1982 | Cosmos-3M        | Baïkonour         | Orbite basse           | Parus                    | Satellite de navigation militaire   |
| 16 janvier 1982 | Delta 3910 / PAM | Cape Canaveral    | Orbite géostationnaire | Satcom 4                 | Satellite de télécommunications     |
| 20 janvier 1982 | Soyouz-U         | Baïkonour         | Orbite basse           | Zenit-6                  | Satellite de reconnaissance         |
| 21 janvier 1982 | Titan 24B        | Vandenberg        | Orbite basse           | KH-8                     | Satellite de reconnaissance optique |
| 29 janvier 1982 | Cosmos-3M        | Baïkonour         | Orbite basse           | Taifun                   | Calibration radar                   |
| 30 janvier 1982 | Soyouz-U         | Baïkonour         | Orbite basse           | Iantar-2K Feniks No. 953 | Satellite de reconnaissance         |

#### Février
| Date            | Lanceur          | Base de lancement | Type                   | Charge utile  | Notes                                 |
| 5 février 1982  | Proton-K / DM    | Baïkonour         | Orbite géostationnaire | Ekran No. 22L | Satellite de télécommunications       |
| 11 février 1982 | Tsiklon-2        | Baïkonour         | Orbite basse           | US-P-M1       | Satellite de reconnaissance océanique |
| 16 février 1982 | Soyouz-U         | Baïkonour         | Orbite basse           | Zenit-6       | Satellite de reconnaissance           |
| 17 février 1982 | Cosmos-3M        | Baïkonour         | Orbite basse           | Tsikada       | Satellite de navigation               |
| 19 février 1982 | Vostok 8A92M     | Baïkonour         | Orbite basse           | Tselina-D     | Satellite d'écoute électronique       |
| 26 février 1982 | Delta 3910 / PAM | Cape Canaveral    | Orbite géostationnaire | Westar 4      | Satellite de télécommunications       |
| 26 février 1982 | Molnia M         | Baïkonour         | Orbite de Molnia       | Molniya-1     | Satellite de télécommunications       |

#### Mars
| Date         | Lanceur                     | Base de lancement      | Type                   | Charge utile             | Notes                                              |
| 3 mars 1982  | Molnia M                    | Baïkonour              | Orbite de Molnia       | Oko                      | Satellite d'alerte précoce                         |
| 4 mars 1982  | Cosmos-3M                   | Kapoustine Iar         | Orbite basse           | Taifun?                  | Calibration radar Échec                            |
| 5 mars 1982  | Atlas SLV-3D / Centaur      | Cape Canaveral         | Orbite géostationnaire | Intelsat 504             | Satellite de télécommunications                    |
| 5 mars 1982  | Soyouz-U                    | Baïkonour              | Orbite basse           | Zenit-6                  | Satellite de reconnaissance                        |
| 6 mars 1982  | Titan IIIC                  | Cape Canaveral         | Orbite géostationnaire | DSP 13                   | Satellite d'alerte avancée                         |
| 15 mars 1982 | Proton-K / DM               | Baïkonour              | Orbite géostationnaire | Gorizont No. 14L         | Satellite de télécommunications                    |
| 17 mars 1982 | Soyouz-U                    | Baïkonour              | Orbite basse           | Zenit-6                  | Satellite de reconnaissance                        |
| 22 mars 1982 | Navette spatiale américaine | Centre spatial Kennedy | Orbite basse           | Navette Columbia (STS-3) | Troisième vol destiné à tester la navette spatiale |
| 24 mars 1982 | Molnia M                    | Baïkonour              | Orbite de Molnia       | Molniya-3                | Satellite de télécommunications                    |
| 24 mars 1982 | Cosmos-3M                   | Baïkonour              | Orbite basse           | Parus                    | Satellite de navigation militaire                  |
| 25 mars 1982 | Tsiklon-3                   | Baïkonour              | Orbite héliosynchrone  | Meteor-2                 | Satellite météorologique                           |
| 31 mars 1982 | Cosmos-3M                   | Baïkonour              | Orbite basse           | Tselina-OM               | Satellite d'écoute électronique                    |
| 31 mars 1982 | Vostok 8A92M                | Baïkonour              | Orbite basse           | Tselina-D                | Satellite d'écoute électronique                    |

#### Avril
| Date          | Lanceur        | Base de lancement | Type                   | Charge utile             | Notes                                 |
| 2 avril 1982  | Soyouz-U       | Baïkonour         | Orbite basse           | Iantar'-4K2              | Satellite de reconnaissance optique   |
| 7 avril 1982  | Molnia M       | Baïkonour         | Orbite de Molnia       | Oko                      | Satellite d'alerte précoce            |
| 8 avril 1982  | Cosmos-3M      | Baïkonour         | Orbite basse           | Parus                    | Satellite de navigation militaire     |
| 10 avril 1982 | Delta 3910/PAM | Cape Canaveral    | Orbite géostationnaire | INSAT-1A (en)            | Satellite de télécommunications       |
| 15 avril 1982 | Soyouz-U       | Baïkonour         | Orbite basse           | Iantar-2K Feniks No. 978 | Satellite de reconnaissance           |
| 19 avril 1982 | Proton-K       | Baïkonour         | Orbite basse           | Saliout 7                | Station spatiale                      |
| 21 avril 1982 | Cosmos-3M      | Kapoustine Iar    | Orbite basse           | Taifun                   | Calibration radar                     |
| 21 avril 1982 | Soyouz-U       | Baïkonour         | Orbite basse           | Zenit-6                  | Satellite de reconnaissance           |
| 23 avril 1982 | Soyouz-U       | Baïkonour         | Orbite basse           | Zenit-4MKT Fram          | Satellite de reconnaissance optique   |
| 28 avril 1982 | Cosmos-3M      | Baïkonour         | Orbite basse           | Strela-2M                | Satellite de télécommunications       |
| 29 avril 1982 | Tsiklon-2      | Baïkonour         | Orbite basse           | US-P-M1                  | Satellite de reconnaissance océanique |

#### Mai
| Date        | Lanceur      | Base de lancement | Type                   | Charge utile             | Notes                                      |
| 5 mai 1982  | Vostok 8A92M | Baïkonour         | Orbite basse           | Tselina-D                | Satellite d'écoute électronique            |
| 6 mai 1982  | Cosmos-3M    | Baïkonour         | Orbite basse           | Strela-1M x 8            | Satellites de télécommunications           |
| 11 mai 1982 | Titan IIID   | Vandenberg        | Orbite basse           | KH-9 SV-17               | Satellite de reconnaissance optique        |
| 11 mai 1982 | Titan IIID   | Vandenberg        | Orbite polaire         | P-11 3e génération       | Satellite d'écoute électronique            |
| 13 mai 1982 | Soyouz-U     | Baïkonour         | Orbite basse           | Soyouz T-5               | Relève équipage station spatiale           |
| 14 mai 1982 | Tsiklon-2    | Baïkonour         | Orbite basse           | US-A                     | Satellite de reconnaissance radar          |
| 15 mai 1982 | Soyouz-U     | Baïkonour         | Orbite basse           | Zenit-6                  | Satellite de reconnaissance Échec          |
| 17 mai 1982 | Proton-K/DM  | Baïkonour         | Orbite géostationnaire | Potok No. 11L            | Satellite de télécommunications militaires |
| 20 mai 1982 | Molnia M     | Baïkonour         | Orbite de Molnia       | Oko                      | Satellite d'alerte précoce                 |
| 21 mai 1982 | Soyouz-U     | Baïkonour         | Orbite basse           | Zenit-6                  | Satellite de reconnaissance                |
| 23 mai 1982 | Soyouz-U     | Baïkonour         | Orbite basse           | Progress 13              | Ravitaillement station spatiale            |
| 25 mai 1982 | Soyouz-U     | Baïkonour         | Orbite héliosynchrone  | Resurs-F1 17F41 No. 17   | Observation de la Terre                    |
| 28 mai 1982 | Soyouz-U     | Baïkonour         | Orbite basse           | Iantar-1KFT Siluet No. 2 | Satellite de reconnaissance optique        |
| 28 mai 1982 | Molnia M     | Baïkonour         | Orbite de Molnia       | Molniya-1                | Satellite de télécommunications            |

#### Juin
| Date          | Lanceur                     | Base de lancement      | Type                   | Charge utile             | Notes                                                                 |
| 1er juin 1982 | Cosmos-3M                   | Baïkonour              | Orbite basse           | Strela-2M                | Satellite de télécommunications                                       |
| 1er juin 1982 | Tsiklon-2                   | Baïkonour              | Orbite basse           | US-A                     | Satellite de reconnaissance radar                                     |
| 2 juin 1982   | Soyouz-U                    | Baïkonour              | Orbite basse           | Zenit-6                  | Satellite de reconnaissance                                           |
| 3 juin 1982   | Cosmos-3M                   | Kapoustine Iar         | Orbite basse           | BOR-4 No. 404            | Prototype de navette spatiale de type corps portant à échelle réduite |
| 6 juin 1982   | Cosmos-3M                   | Baïkonour              | Orbite basse           | DS-P1-M Lira             | Cible système anti-satellite                                          |
| 8 juin 1982   | Soyouz-U                    | Baïkonour              | Orbite héliosynchrone  | Resurs-F1 17F41 No. 18   | Observation de la Terre                                               |
| 8 juin 1982   | Soyouz-U                    | Baïkonour              | Orbite basse           | Iantar-4K1 Oktan No. 215 | Satellite de reconnaissance                                           |
| 9 juin 1982   | Delta 3910 / PAM            | Cape Canaveral         | Orbite géostationnaire | Westar 5                 | Satellite de télécommunications                                       |
| 10 juin 1982  | Tsiklon-3                   | Baïkonour              | Orbite basse           | Tselina-D                | Satellite d'écoute électronique                                       |
| 12 juin 1982  | Soyouz-U                    | Baïkonour              | Orbite basse           | Zenit-6                  | Satellite de reconnaissance Échec                                     |
| 18 juin 1982  | Tsiklon-2                   | Baïkonour              | Orbite basse           | IS-A ?                   | Satellite anti satellite                                              |
| 18 juin 1982  | Cosmos-3M                   | Baïkonour              | Orbite basse           | Parus                    | Satellite de navigation militaire Échec                               |
| 18 juin 1982  | Soyouz-U                    | Baïkonour              | Orbite basse           | Zenit-6                  | Satellite de reconnaissance                                           |
| 24 juin 1982  | Soyouz-U                    | Baïkonour              | Orbite basse           | Soyouz T-6               | Relève équipage station spatiale                                      |
| 25 juin 1982  | Molnia M                    | Baïkonour              | Orbite de Molnia       | Oko                      | Satellite d'alerte précoce                                            |
| 27 juin 1982  | Navette spatiale américaine | Centre spatial Kennedy | Orbite basse           | Navette Columbia (STS-4) | Quatrième et dernier vol destiné à tester la navette spatiale         |
| 29 juin 1982  | Cosmos-3M                   | Baïkonour              | Orbite basse           | Nadezhda                 | Satellite de navigation                                               |
| 30 juin 1982  | Soyouz-U                    | Baïkonour              | Orbite basse           | Iantar-2K Feniks No. 954 | Satellite de reconnaissance                                           |

#### Juillet
| Date            | Lanceur     | Base de lancement | Type                   | Charge utile    | Notes                                 |
| 6 juillet 1982  | Soyouz-U    | Baïkonour         | Orbite basse           | Zenit-6         | Satellite de reconnaissance           |
| 7 juillet 1982  | Cosmos-3M   | Baïkonour         | Orbite basse           | Parus           | Satellite de navigation militaire     |
| 10 juillet 1982 | Soyouz-U    | Baïkonour         | Orbite basse           | Progress 14     | Ravitaillement station spatiale       |
| 13 juillet 1982 | Soyouz-U    | Baïkonour         | Orbite basse           | Zenit-4MKT Fram | Satellite de reconnaissance optique   |
| 16 juillet 1982 | Delta 3920  | Vandenberg        | Orbite héliosynchrone  | Landsat 4       | Observation de la Terre               |
| 21 juillet 1982 | Cosmos-3M   | Baïkonour         | Orbite basse           | Strela-1M x 8   | Satellites de télécommunications      |
| 21 juillet 1982 | Molnia M    | Baïkonour         | Orbite de Molnia       | Molniya-1       | Satellite de télécommunications       |
| 22 juillet 1982 | Proton-K/DM | Baïkonour         | Orbite géostationnaire | Ekran No. 23L   | Satellite de télécommunications Échec |
| 27 juillet 1982 | Soyouz-U    | Baïkonour         | Orbite basse           | Zenit-6         | Satellite de reconnaissance           |
| 29 juillet 1982 | Cosmos-3M   | Kapoustine Iar    | Orbite basse           | Taifun          | Calibration radar                     |

#### Août
| Date         | Lanceur        | Base de lancement | Type                   | Charge utile             | Notes                                 |
| 3 août 1982  | Soyouz-U       | Baïkonour         | Orbite basse           | Zenit-4MT Orion          | Satellite de reconnaissance optique   |
| 4 août 1982  | Soyouz-U       | Baïkonour         | Orbite basse           | Iantar-4K1 Oktan No. 216 | Satellite de reconnaissance           |
| 5 août 1982  | Vostok 8A92M   | Baïkonour         | Orbite basse           | Tselina-D                | Satellite d'écoute électronique       |
| 19 août 1982 | Soyouz-U       | Baïkonour         | Orbite basse           | Soyouz T-7               | Relève équipage station spatiale      |
| 20 août 1982 | Soyouz-U       | Baïkonour         | Orbite héliosynchrone  | Resurs-F1 17F41 No. 19   | Observation de la Terre               |
| 26 août 1982 | Delta 3920/PAM | Cape Canaveral    | Orbite géostationnaire | Anik D1                  | Satellite de télécommunications       |
| 27 août 1982 | Molnia M       | Baïkonour         | Orbite de Molnia       | Molniya-3                | Satellite de télécommunications       |
| 30 août 1982 | Tsiklon-2      | Baïkonour         | Orbite basse           | US-A Cosmos 1402         | Satellite de reconnaissance radar     |
| 30 août 1982 | Cosmos-3M      | Baïkonour         | Orbite basse           | Strela-2M                | Satellite de télécommunications Échec |

#### Septembre
| Date               | Lanceur                | Base de lancement | Type                   | Charge utile             | Notes                                                                              |
| 1er septembre 1982 | Soyouz-U               | Baïkonour         | Orbite basse           | Zenit-6                  | Satellite de reconnaissance                                                        |
| 1er septembre 1982 | Soyouz-U               | Plesetsk          | Orbite basse           | Zenit-6                  | Satellite de reconnaissance                                                        |
| 3 septembre 1982   | N-1                    | Tanegashima       | Orbite basse           | ETS 4                    | Satellite technologique                                                            |
| 4 septembre 1982   | Tsiklon-2              | Baïkonour         | Orbite basse           | US-P                     | Satellite de reconnaissance océanique                                              |
| 8 septembre 1982   | Soyouz-U               | Baïkonour         | Orbite basse           | Zenit-4MKT Fram          | Satellite de reconnaissance optique                                                |
| 10 septembre 1982  | Ariane 1               | Kourou            | Orbite géostationnaire | Marecs B                 | Satellite de télécommunications maritimes, premier vol commercial d'Ariane 1 Échec |
| 10 septembre 1982  | Ariane 1               | Kourou            | Orbite géostationnaire | SIRIO 2                  | Satellite de télécommunications maritimes                                          |
| 9 septembre 1982   | Longue Marche 2C       | Jiuquan           | Orbite basse           | FSW                      | Satellite de reconnaissance                                                        |
| 15 septembre 1982  | Soyouz-U               | Baïkonour         | Orbite basse           | Iantar-2K Feniks No. 955 | Satellite de reconnaissance                                                        |
| 16 septembre 1982  | Tsiklon-3              | Baïkonour         | Orbite basse           | Tselina-D                | Satellite d'écoute électronique                                                    |
| 16 septembre 1982  | Proton-K / DM          | Baïkonour         | Orbite géostationnaire | Ekran No. 24L            | Satellite de télécommunications ;                                                  |
| 18 septembre 1982  | Soyouz-U               | Baïkonour         | Orbite basse           | Progress 15              | Ravitaillement station spatiale                                                    |
| 22 septembre 1982  | Molnia M               | Baïkonour         | Orbite de Molnia       | Oko                      | Satellite d'alerte précoce                                                         |
| 24 septembre 1982  | Tsiklon-3              | Baïkonour         | Orbite basse           | Geo-IK Musson No. 13     | Géodésie                                                                           |
| 28 septembre 1982  | Atlas SLV-3D / Centaur | Cape Canaveral    | Orbite géostationnaire | Intelsat 505             | Satellite de télécommunications                                                    |
| 30 septembre 1982  | Soyouz-U               | Baïkonour         | Orbite basse           | Zenit-6                  | Satellite de reconnaissance                                                        |

#### Octobre
| Date            | Lanceur         | Base de lancement | Type                   | Charge utile        | Notes                                      |
| 2 octobre 1982  | Tsiklon-2       | Baïkonour         | Orbite basse           | US-A                | Satellite de reconnaissance radar          |
| 12 octobre 1982 | Proton-K / DM-2 | Baïkonour         | Orbite moyenne         | GLONASS Ouragan x 3 | Satellites de navigation                   |
| 14 octobre 1982 | Soyouz-U        | Baïkonour         | Orbite basse           | Zenit-6             | Satellite de reconnaissance                |
| 19 octobre 1982 | Cosmos-3M       | Baïkonour         | Orbite basse           | Parus               | Satellite de navigation militaire          |
| 20 octobre 1982 | Proton-K / DM   | Baïkonour         | Orbite géostationnaire | Gorizont No. 16L    | Satellite de télécommunications            |
| 21 octobre 1982 | Cosmos-3M       | Kapoustine Iar    | Orbite basse           | Taifun-1B           | Calibration radar                          |
| 28 octobre 1982 | Delta 3924      | Cape Canaveral    | Orbite géostationnaire | Satcom 5            | Satellite de télécommunications            |
| 30 octobre 1982 | Titan 34D / IUS | Cape Canaveral    | Orbite géostationnaire | DSCS II F-16        | Satellite de télécommunications militaires |
| 30 octobre 1982 | Titan 34D / IUS | Cape Canaveral    | Orbite géostationnaire | DSCS III A-1        | Satellite de télécommunications militaires |
| 31 octobre 1982 | Soyouz-U        | Baïkonour         | Orbite basse           | Progress 16         | Ravitaillement station spatiale            |

#### Novembre
| Date             | Lanceur                     | Base de lancement      | Type                   | Charge utile             | Notes                                      |
| 2 novembre 1982  | Soyouz-U                    | Baïkonour              | Orbite basse           | Zenit-6                  | Satellite de reconnaissance                |
| 11 novembre 1982 | Cosmos-3M                   | Baïkonour              | Orbite basse           | Strela-2M                | Satellite de télécommunications            |
| 11 novembre 1982 | Navette spatiale américaine | Centre spatial Kennedy | Orbite basse           | Navette Columbia (STS-5) | Premier vol opérationnel de la navette     |
| 11 novembre 1982 | Navette spatiale américaine | Centre spatial Kennedy | Orbite géostationnaire | SBS 3                    | Satellite de télécommunications            |
| 11 novembre 1982 | Navette spatiale américaine | Centre spatial Kennedy | Orbite géostationnaire | Anik C3                  | Satellite de télécommunications            |
| 17 novembre 1982 | Titan IIID                  | Vandenberg             | Orbite polaire         | KH-11 KENNAN             | Satellite de reconnaissance optique        |
| 18 novembre 1982 | Soyouz-U                    | Baïkonour              | Orbite basse           | Zenit-6                  | Satellite de reconnaissance                |
| 24 novembre 1982 | Cosmos-3M                   | Baïkonour              | Orbite basse           | Strela-1M x 8            | Satellites de télécommunications Échec     |
| 26 novembre 1982 | Proton-K/DM                 | Baïkonour              | Orbite géostationnaire | Raduga Gran              | Satellite de télécommunications militaires |

#### Décembre
| Date             | Lanceur      | Base de lancement | Type                   | Charge utile             | Notes                                            |
| 3 décembre 1982  | Soyouz-U     | Baïkonour         | Orbite basse           | Zenit-6                  | Satellite de reconnaissance                      |
| 8 décembre 1982  | Molnia M     | Baïkonour         | Orbite de Molnia       | Molniya                  | Satellite de télécommunications Échec            |
| 14 décembre 1982 | Vostok 8A92M | Baïkonour         | Orbite héliosynchrone  | Meteor-2                 | Satellite météorologique                         |
| 16 décembre 1982 | Soyouz-U     | Baïkonour         | Orbite basse           | Iantar-4K1 Oktan No. 217 | Satellite de reconnaissance                      |
| 21 décembre 1982 | Atlas E      | Vandenberg        | Orbite héliosynchrone  | DMSP F-6                 | Satellite météorologique militaire               |
| 23 décembre 1982 | Soyouz-U2    | Baïkonour         | Orbite basse           | Zenit-6                  | Satellite de reconnaissance                      |
| 24 décembre 1982 | Proton-K/DM  | Baïkonour         | Orbite géostationnaire | Raduga Gran              | Satellite de télécommunications militaires Échec |
| 28 décembre 1982 | Soyouz-U     | Baïkonour         | Orbite basse           | Iantar-4KS1              | Satellite de reconnaissance optique              |
| 29 décembre 1982 | Cosmos-3M    | Baïkonour         | Orbite basse           | Taifun-1B                | Calibration radar                                |

## Vols orbitaux

### Par pays
| Pays             | Lancements | dont échecs partiels/totaux | Remarques |
| ---------------- | ---------- | --------------------------- | --------- |
| Chine            | 1          |                             |           |
| États-Unis       | 18         |                             |           |
| Europe           | 1          | 1                           |           |
| Japon            | 1          |                             |           |
| Union soviétique | 108        | 9                           |           |
| Total            | 129        | 10                          |           |

### Par lanceur
| Famille de lanceurs         | Pays             | Lancements | dont échecs partiels ou totaux | Remarques |
| --------------------------- | ---------------- | ---------- | ------------------------------ | --------- |
| Ariane 1                    | Europe           | 1          | 1                              |           |
| Atlas Centaur               | États-Unis       | 2          |                                |           |
| Atlas D/E/F                 | États-Unis       | 1          |                                |           |
| Cosmos 1/3/3M               | Union soviétique | 25         | 4                              |           |
| Delta                       | États-Unis       | 7          |                                |           |
| Longue Marche 2             | Chine            | 1          |                                |           |
| Molnia                      | Union soviétique | 11         | 1                              |           |
| N-1/N-2                     | Japon            | 1          |                                |           |
| Navette spatiale américaine | États-Unis       | 3          |                                |           |
| Proton                      | Union soviétique | 10         | 2                              |           |
| Soyouz                      | Union soviétique | 45         | 2                              |           |
| Titan C,D,E                 | États-Unis       | 3          |                                |           |
| Titan II, IIIA, IIIB        | États-Unis       | 1          |                                |           |
| Titan IIID, IIIE, IIIC      | États-Unis       | 1          |                                |           |
| Tsiklon-2                   | Union soviétique | 8          |                                |           |
| Tsiklon-3                   | Union soviétique | 4          |                                |           |
| Vostok                      | Union soviétique | 5          |                                |           |
| Total                       |                  | 129        | 10                             |           |

### Par type d'orbite
| Orbite                 | Lancements | Succès | Échecs | Orbite atteinte involontairement | Remarques                                                                             |
| ---------------------- | ---------- | ------ | ------ | -------------------------------- | ------------------------------------------------------------------------------------- |
| Basse                  |            |        |        |                                  |                                                                                       |
| Moyenne                |            |        |        |                                  |                                                                                       |
| Haute                  |            |        |        |                                  | dont Molnia, orbite de transfert vers la Lune, orbite elliptique à forte excentricité |
| Géosynchrone/transfert |            |        |        |                                  |                                                                                       |
| Héliocentrique         |            |        |        |                                  | dont orbite de transfert interplanétaire                                              |

### Par site de lancement
| Pays             | Base de lancement      | Nombre de lancements | Remarques |
| ---------------- | ---------------------- | -------------------- | --------- |
| Chine            | Jiuquan                | 1                    |           |
| États-Unis       | Cape Canaveral         | 10                   |           |
| États-Unis       | Vandenberg             | 5                    |           |
| États-Unis       | Centre spatial Kennedy | 3                    |           |
| Europe           | Kourou                 | 1                    |           |
| Japon            | Tanegashima            | 1                    |           |
| Union soviétique | Baïkonour              | 103                  |           |
| Union soviétique | Kapoustine Iar         | 5                    |           |
|                  | Total                  | 129                  |           |

## Survols et contacts planétaires
| Date | Sonde spatiale | Événement | Remarque |
| ---- | -------------- | --------- | -------- |
|      |                |           |          |

### Sources
- (en) Jonathan McDowell, « Jonathan's Space Report », Jonathan's Space Page
- (en) Gunter Krebs, « Chronology of Space Launches », Gunter's Space Page